# Knights
Knights es una película de ciencia ficción de Estados Unidos, dirigida por Albert Pyun (Cyborg o Nemesis), estrenada en 1992. Esta película mezcla varios géneros además de ciencia ficción, tales como: Acción y Aventura. Protagonizada por Kris Kristofferson, Lance Henriksen y Kathy Long.

## Sinopsis
En un futuro, los cyborg guerreros son la clase dominante. Alterada la misión de paz y orden para la que fueron concebidos por el creador, este diseño a Gabriel (Kris Kristofferson), el último cyborg, programado para destruir a todos los demás. En su camino encontrara a Nea (Kathy Long), que busca venganza por la matanza que los cyborg hicieron en su poblado. Juntos buscaran a Job (Lance Henriksen), el líder, en una sucesión de lugares y acontecimientos que les conducirá a una perversa maquinación de sangre y poder.

## Reparto
- Kris Kristofferson – Gabriel
- Lance Henriksen – Job
- Kathy Long – Nea
- Scott Paulin – Simon
- Gary Daniels – David

- Datos: Q3231458